# Grans estructures galàctiques

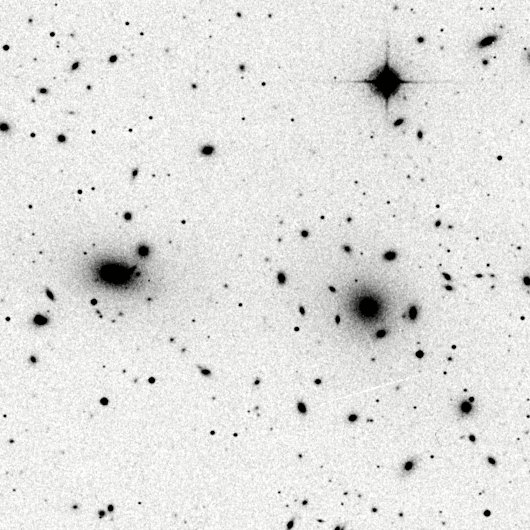
Supercúmul Coma

Un supercúmul és un gran grup de cúmuls o grups galàctics més petits. S'anomenen grans estructures galàctiques o supercúmuls aquelles desviacions, respecte de la distribució uniforme de les galàxies. Així podem parlar de grups, cúmuls, supercúmuls (en funció de la quantitat de galàxies que els componen); i de filaments (grans estructures de forma allargada), i murs (grans estructures aplanades, formant una espècie de mur).
La Via Làctia forma part del Grup Local de galàxies (que en conté més de 54), que al seu torn forma part del Supercúmul de la Verge, que forma part de la Supercúmul de Laniakea. La gran mida i la baixa densitat dels supercúmuls fa que, a diferència dels cúmuls, s'expandeixin segons la Llei de Hubble-Lemaître. S'estima que el nombre de supercúmuls a l'univers observable és de 10 milions.

## Existència

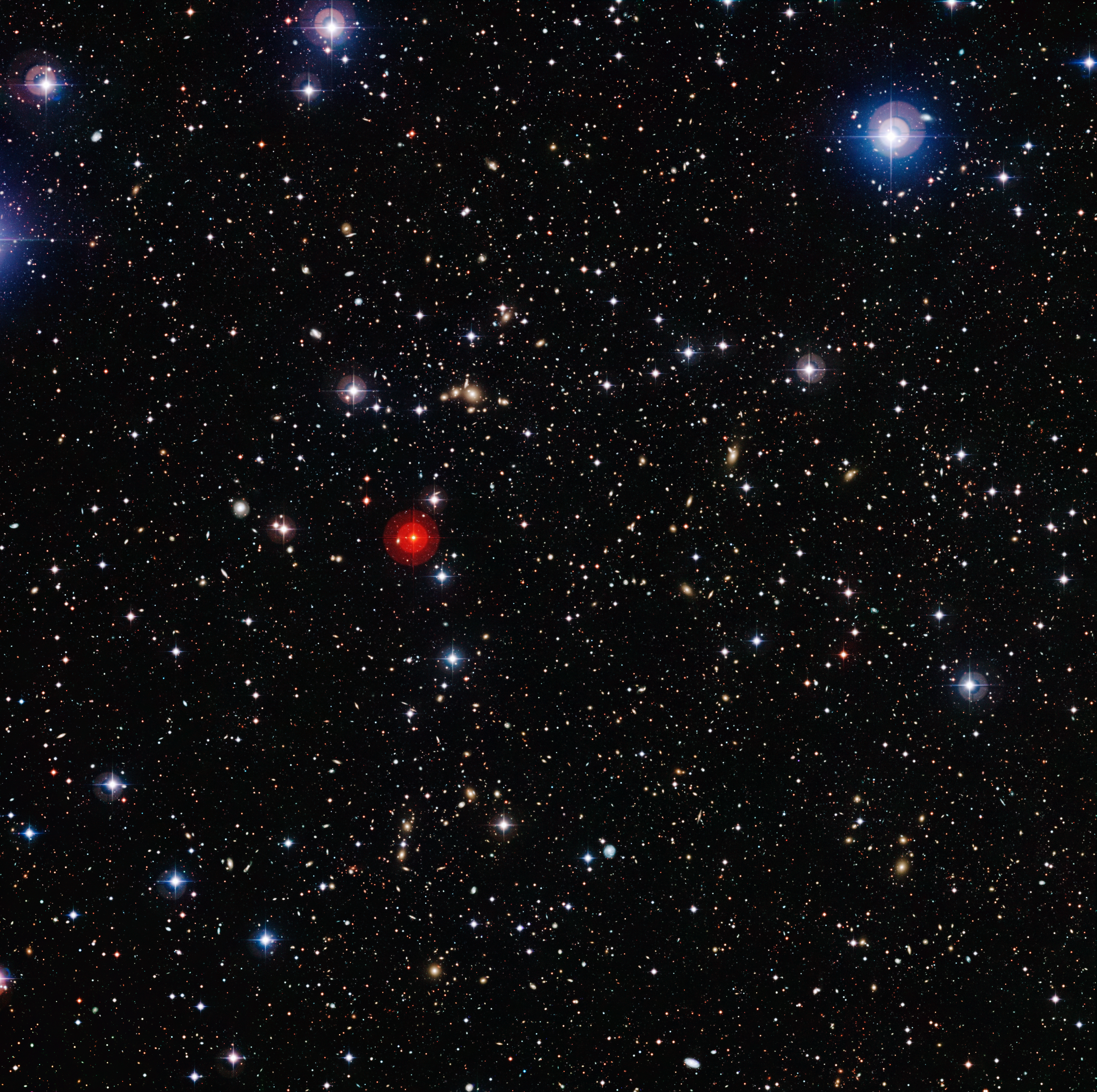
El supercúmul Abell 901/902 es troba a una mica més de dos mil milions d'anys llum de la Terra.

L'existència de supercúmuls indica que les galàxies de l'Univers no estan distribuïdes uniformement; la majoria d'elles estan reunits en grups i cúmuls; els grups contenen fins a unes desenes de galàxies i els cúmuls fins a diversos milers de galàxies. Aquests grups i cúmuls i galàxies aïllades addicionals formen al seu torn estructures encara més grans anomenades supercúmuls.
La seva existència va ser postulada per primera vegada per George Abell al seu catàleg Abell de cúmuls de galàxies de 1958. Els va anomenar «cúmuls de segon ordre», o cúmuls de cúmuls.
Els supercúmuls formen estructures massives de galàxies, anomenades «filaments», «complexos de supercúmuls», «parets» o «llençols», que poden abastar entre diversos centenars de milions d'anys llum a 10.000 milions d'anys llum, que cobreixen més del 5% de l'univers observable. Aquestes són les estructures més grans conegudes fins ara. Les observacions dels supercúmuls poden donar informació sobre la condició inicial de l'Univers, quan es van crear aquests supercúmuls. Les direccions dels eixos de rotació de les galàxies dins dels supercúmuls són estudiades per aquells que creuen que poden donar una visió i informació sobre el procés de formació primerenca de les galàxies en la història de l'Univers.
Entre supercúmuls hi ha grans buits d'espai on hi ha poques galàxies. Els supercúmuls sovint es subdivideixen en grups de cúmuls anomenats grups i cúmuls de galàxies.
Tot i que se suposa que els supercúmuls són les estructures més grans de l'Univers segons el Principi cosmològic, s'han observat estructures més grans en estudis, inclosa la Gran Barrera Sloan.

## Model jeràrquic de formació de les grans estructures
Dins el marc del model jeràrquic de formació de les grans estructures, les grans estructures galàctiques es formen per agregació d'estructures de massa menor. Aquest escenari seria el resultat de fluctuacions a petita escala en el moment de desacoblament, i recorre a un tipus de matèria negra, anomenada freda: és a dir, partícules no bariòniques que interaccionen sols per mitjà de la interacció dèbil. Aquestes partícules no han estat mai detectades fins al dia d'avui, malgrat que la seva existència, si fos real, resoldria una sèrie de problemes de la cosmologia i de l'astronomia.

## Supercúmuls de galàxies properes
| Supercúmul de galàxies     | Número  | A.R.          | DEC          | Distància Milió pc (Milió a.l.) | Redshift (z) | Clústers de membres del Catàleg Abell | Altres dades                               | Notes |
| -------------------------- | ------- | ------------- | ------------ | ------------------------------- | ------------ | --- | ------------------------------------------ | --- |
| Laniakea                   |         |               |              |                                 |              | | Longitud 153 Mpc (500 milions d'anys llum) | Laniakea és el supercúmul que conté el Cúmul de la Verge que conté el Grup Local i, per tant, la Via Làctia. |
| supercúmul local           |         | 12h 31m 00.0s | +12° 24′ 00″ |                                 |              | | Longitud 33 Mpc (110 milions d'anys llum)  | De vegades anomenat Supercúmul de la Verge. Conté el Grup Local amb la Via Làctia. Prop del seu centre conté el Cúmul de la Verge. Es calcula que està format per més de 47.000 galàxies. Amb el descobriment de Laniakea el 2014, el Supercúmul de Verge ara es considera una part d'aquest. |
| Supercúmul Gall Dindi-Indi |         | 21h 53m 24.0s | −05° 40′ 00″ | 89 (290)                        | 0,015        | A3627, A3656, A3698, A3742, A3627, A4038 |                                            | Després del descobriment de Laniakea també el Supercúmul Gall Dindi-Indi ha de ser considerat com part de la seva subestructura. |
| Supercúmul Hidra-Centaure  | SCl 128 | 13h 13m 35.3s | −33° 21′ 53″ | ~ 54 (176)                      | 0,016        | A1060, A3526, A3537, A3565, A3574, A3581 |                                            | |
| Supercúmul de Coma         | SCl 117 | 12h 24m 06.8s | +23° 55′ 23″ | 92 (300)                        | 0,023        | A1367, A1656 |                                            | |
| Supercúmul del Lleó        | SCl 093 | 11h 03m 27.7s | +19° 37′ 50″ | 95                              | 0,037        | A999, A1016, A1139, A1142, A1177, A1185, A1228, A1257, A1267, A1314 |                                            | [ 13 ] |
| Supercúmul Hidra-Centaure  | SCl 128 | 13h 13m 35.3s | −33° 21′ 53″ | ~ 54 (176)                      | 0,016        | A1060, A3526, A3537, A3565, A3574, A3581 |                                            | Després del descobriment de Laniakea el Supercúmul Hidra-Centaure ha de ser considerat com part de la seva subestructura. |
| Supercúmuls d'Hèrcules     | SCl 160 | 15h 47m 03.2s | +18° 20′ 47″ | 138 (441)                       | 0,033356     | A2040, A2052, A2055, A2063, A2107, A2147, A2148, A2151, A2152, A2162, A2197, A2199 |                                            | |
| Supercúmul del Serpentari  |         | 17h 10m 00.0s | −22° 00′ 00″ | 116 (379)                       | 0,028        | |                                            | |
| Supercúmul Perseu-Peixos   | SCl 040 | 02h 33m 10.1s | +41° 37′ 11″ | 76,7 (250)                      | 0,017        | A262, A347, A426 |                                            | [ 14 ] |
| Supercúmul de Shapley      | SCl 124 | 13h 05m 57.8s | −33° 04′ 03″ | 179 (571)                       | 0,043        | A1631, A1644, A1709, A1736, A3528, A3530, A3532, A3542, A3548, A3552, A3553, A3554, A3555, A3556, A3558, A3559, A3560, A3561, A3562, A3563, A3564, A3566, A3570, A3571, A3572, A3575, A3577, A3578 |                                            | |

## Supercúmuls de galàxies extremadament distants
| Supercúmul de galàxies          | Dades                | Notes |
| ------------------------------- | -------------------- | --- |
| Proto-supercúmul Hyperion       | z=2.45               | Aquest supercúmul en el moment del seu descobriment el 2018 va ser el protosupercúmul més antic i més gran trobat fins ara. |
| Supercúmul de Lynx              | z=1.27               | Descobert l'any 1999 (com ClG J0848+4453, un nom que ara s'utilitza per descriure el cúmul occidental, sent ClG J0849+4452 el de l'est), conté almenys dos clústers RXJ 0848.9+4452 (z=1.26) i RXJ 0848.6+4453 (z=1.27). En el moment del descobriment, es va convertir en el supercúmul conegut més llunyà. A més, set grups més petits de galàxies estan associats amb el supercúmul.                                                                                               |
| SCL @ 1338+27 at z=1.1          | z=1.1 Longitud=70Mpc | L'any 2001 es va descobrir un ric supercúmul amb diversos cúmuls de galàxies al voltant d'una concentració inusual de 23 QSOs a z=1,1. La mida del complex de cúmuls pot indicar que consta d'una paret de galàxies, en lloc d'un únic supercúmul. La mida descoberta s'aproxima a la mida del filament Gran Barrera CfA2. En el moment del descobriment, era el supercúmul més gran i més llunyà més enllà de z=0,5                                                                  |
| SCL @ 1604+43 at z=0.9          | z=0.91               | Aquest supercúmul en el moment del seu descobriment era el supercúmul més gran trobat tan profundament a l'espai, l'any 2000. Constava de dos cúmuls rics coneguts i un cúmul recent descobert com a resultat de l'estudi que el va descobrir. Els cúmuls coneguts aleshores eren Cl 1604+4304 (z=0,897) i Cl 1604+4321 (z=0,924), que llavors se sabia que tenien 21 i 42 galàxies conegudes respectivament. El cúmul descobert aleshores es trobava a 16h 04m 25.7s, +43° 14′ 44.7″ |
| SCL @ 0018+16 at z=0.54 in SA26 | z=0.54               | Aquest supercúmul es troba al voltant de la ràdiogalàxia 54W084C (z=0,544) i està format almenys per tres grans cúmuls, CL 0016+16 (z=0,5455), RX J0018.3+1618 (z=0,5506), RX J0018.8+1602. |
| MS 0302+17                      | z=0.42 Longitud=6Mpc | Aquest supercúmul té almenys tres cúmuls membres, el cúmul oriental CL 0303+1706, el cúmul sud MS 0302+1659 i el cúmul nord MS 0302+1717. |